# Энцо, Фабио
Фабио Энцо (22 июня 1946 — 11 января 2021) — итальянский футболист, игравший на позиции нападающего.

## Биография
Энцо начал заниматься футболом в 12 лет в родной коммуне Каваллино-Трепорти. Его первым профессиональным клубом стала «Венеция», но за первую команду он не играл. Он дебютировал в профессиональном футболе в составе «Салернитаны», с которой провёл шесть матчей в Серии C, а в сезоне 1965/66 играл уже за «Тевере Рома». Оттуда он перешёл в «Рому», с которой дебютировал в Серии А в сезоне 1966/67. 23 октября 1966 года он забил свой первый гол в футболке «Ромы» в римском дерби, выигранном у «Лацио» со счётом 1:0. За два сезона в составе «волков» он сыграл 35 матчей в чемпионате, забив восемь голов.
В сезоне 1968/69 «Рома» сдала его в аренду «Мантове» из Серии B. Он начал следующий сезон в «Роме», сыграв в матче-открытии чемпионата 14 сентября 1969 года, его команда проиграла с минимальным счётом «Бари». Также он провёл оба матча Англо-итальянского кубка лиги против «Суиндон Таун», в первом матче он открыл счёт с пенальти и помог своей команде победить 2:1, но в ответной игре соперник взял реванш — 4:0. В ноябре 1969 года он перешёл в «Чезену», которая выступала в Серии B. В матче против «Казертаны» в рамках Кубка Италии он пробил пенальти пяткой, за что заплатил штраф в размере 200000 лир.
В сезоне 1971/72 он перешёл в «Наполи», также три недели провёл на просмотре в «Болонье». В ноябре 1971 года «Наполи» продал его в «Эллас Верона», в футболке которой он сыграл десять матчей в Серии А. Следующие два сезона он провёл в Серии В с «Новарой», а в сезоне 1974/75 выступал за «Фоджу» также во втором дивизионе. Его карьера продолжилась в клубах Серии C, его последней командой стал «Бьеллезе», где он завершил свою карьеру в 1983 году.
За карьеру у него суммарно было 64 дня дисквалификации. Часто получал красные карточки. Вне футбола отличался щедростью.
Он скончался в ночь с 10 на 11 января 2021 года в возрасте 74 лет в больнице Сан-Дона-ди-Пьяве, куда был госпитализирован с заболеваниями, усугубленными COVID-19.